# Герхард фон Хагенхаузен
Герхард фон Хагенхаузен (на немски: Gerhard von Hagenhausen; Gerard; † сл. 1135) е господар на замък Хайнхаузен или Хагенхаузен в Родгау в Хесен.
Към края на 12 век господарите на Хайнхаузен получават замък Епщайн като феод и те веднага се наричат господари фон Епщайн и го правят център на територията си. 

## Деца
Герхард фон Хагенхаузен има един син:
- Герхард I фон Хагенхаузен (* ок. 1131; † сл. 1178), родител на господарите на Епщайн.